# Тильвитис, Теофилис
Теофи́лис Юсти́нович Тильви́тис (лит. Teofilis Tilvytis; 1904—1969) — литовский советский поэт, переводчик. Народный поэт Литовской ССР (1954).

## Биография
Родился 15 (28) января 1904 года в деревне Гайджяй (ныне Утенский район, Литва) в семье крестьянина-середняка. До 13 лет жил у родителей, помогая по хозяйству. В 1917 году поступил в Паневежскую гимназию, затем перевёлся в Утенскую, но в 1922 году был из неё исключён за издание антиклерикальной школьной газеты. С 1923 года начал публиковать в печати свои стихи. Переселился в Каунас, в 1923—1930 годах работал писарем-регистратором в Налоговой инспекции. Занимался в актёрской студии при сатирическом театре «Вилколакис». В 1926—1927 годах служил в Литовской армии, после чего продолжал работать в Налоговой инспекции до 1930 года. Участвовал в авнгардистском движении «Четыре ветра» («Кятури веяй»). При поддержке Казиса Бинкиса и других четырёхветровцев издал первую книжку — сборник пародий «Три гренадера» (1926). В 1933—1940 годах был редактором еженедельной сатирической газеты «Кунтаплис» («Kuntaplis»). В 1940 вошёл в оргкомитет Союза литовских советских писателей и в редколлегию литературного журнала «Раштай». Во время немецкой оккупации был арестован, после заключения в тюрьме в Каунасе и в концлагере в Правенишкес был выслан в деревню.
После Великой Отечественной войны стал активным деятелем социалистической культуры. В 1945 году Т. Тильвитис работал заместителем редактора журнала «Пяргале» и секретарём СП Литовской ССР. В 1947—1963 годах избирался депутатом ВС Литовской ССР. Член ВКП(б) с 1951 года.
Умер 5 мая 1969 года. Похоронен в Вильнюсе.
На угловом пятиэтажном доме по адресу улица Доминикону 1 / улица Вокечю 15 в Вильнюсе, где в 1963—1969 годах жил Теофилис Тильвитис, в 1975 году была установлена мемориальная доска (автор Йоана Норейкайте). Мемориальная доска демонтирована в 2023 году.

## Литературная деятельность
Печатался с 1923 года. Первая его книга — сборник литературных пародий «Три гренадера» (1926) был направлен против символистов и романтиков. Затем издал поэму «Распродажа души» (1928) и второй сборник пародий «13 (Парнас в пародиях)» (1929).
В поэме «Пахари» (1930—1947) гротескно даётся историческая хроника Литвы. Поэма «Дичюс» (1934) — сатира на буржуазные нравы. Написал сатирический роман «Роже из министерства» (1931). Быт чиновников высмеян в романе «Путешествие вокруг стола» (1936, рус. пер. 1959).
В советское время основными жанрами стали лирика и эпическая поэма. Опубликовал сборники стихов «Ветер Балтики» (1948), «Сонеты о счастье» (1951), «На просторах Родины» (1953), воспевающие советский строй, колхозный труд, дружбу народов.
В поэме «Уснине» (1949, в рус. пер. «На земле литовской») показан путь литовского крестьянина к социализму. Героическая поэма «Песня ценою жизни» (1962) посвящена поэту Витаутасу Монтвиле. Автор сборников сатирических стихов «Дом мой родной» (1958) и «Увы, бывает» (1964).

## Переводческая деятельность
Перевёл на литовский язык сказки А. С. Пушкина, басни И. А. Крылова, поэму В. В. Маяковского «Владимир Ильич Ленин» и ряд стихотворений. Переводил также Н. А. Некрасова и других русских поэтов, Т. Г. Шевченко.

## Переводы
На русский язык произведения Тильвитиса переводили М. С. Петровых, В. В. Державин, С. Г. Мар, П. Г. Антокольский, Л. В. Гинзбург, А. Б. Гатов, А. Ойслендер, Л. А. Озеров, И. Л. Сельвинский.

## Награды и премии
- Сталинская премия второй степени (1951) — за поэму «Уснине» («На земле Литовской») (1950)
- орден Ленина (1950)
- орден Трудового Красного Знамени (22.1.1954)
- орден «Знак Почёта» (1964)
- народный поэт Литовской ССР (1954)